# Marmotta (ferrovia)

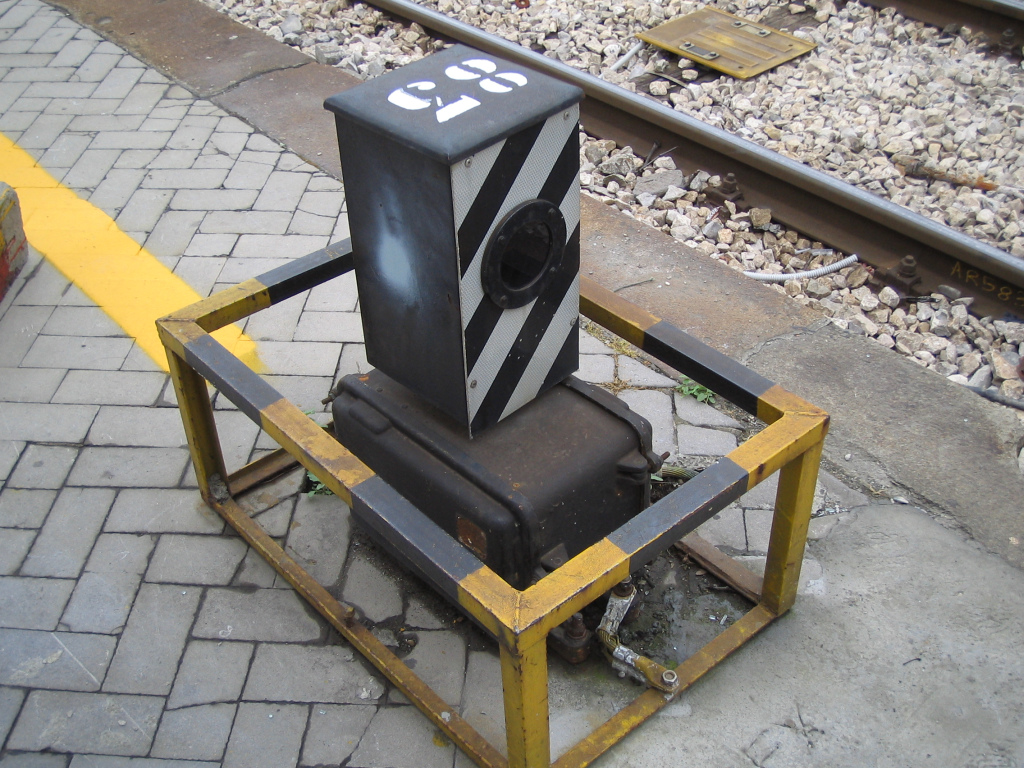
Marmotta girevole

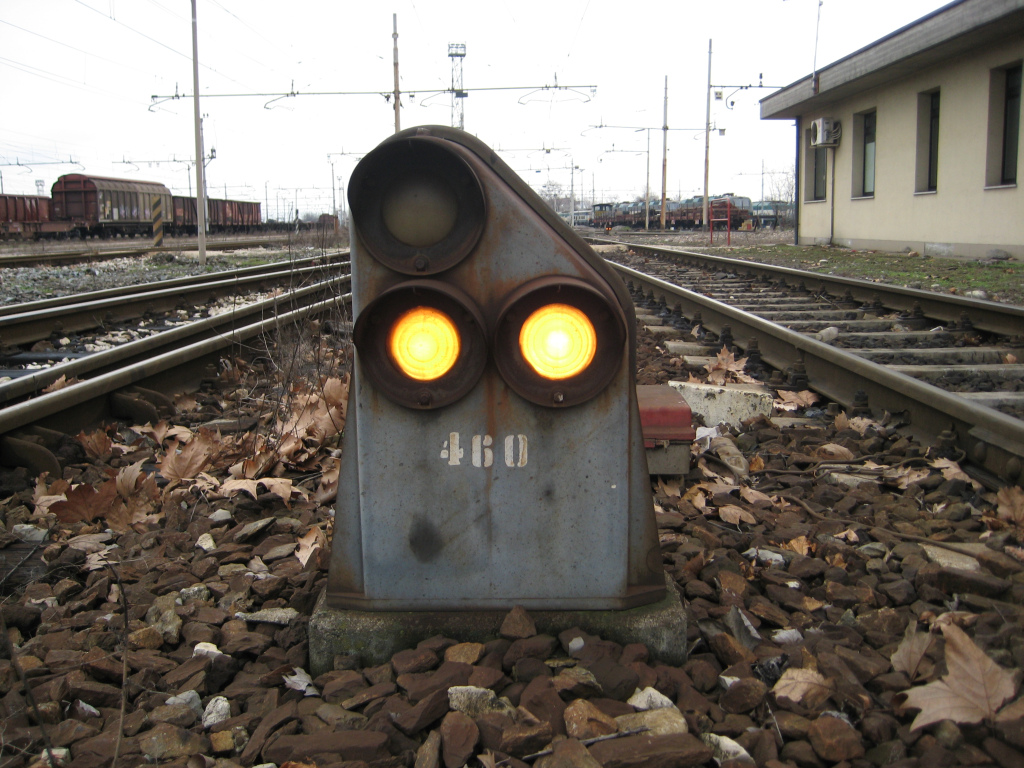
Segnale basso luminoso disposto per la fermata

Con il nome di marmotta viene definito quel particolare segnale ferroviario basso girevoleil cui aspetto non ha significato per i treni ma che comanda i movimenti di manovra di rotabili o convogli ovvero di mezzi di trazione, trainanti o meno materiale rotabile (vetture o carri merci) o che si spostino da una località di servizio a un'altra, o si rechino in linea per espletare un servizio lavori e rientrino poi nella località d'origine (treni cantiere, detti anche materiali e lavori). La marmotta è uno dei segnali di manovra, definiti "bassi" dai regolamenti ferroviari, a carattere più diffuso ed importante. Viene impiegata nelle stazioni, negli scali merci e, in casi particolari, su binari di raccordo. I segnali girevoli, che sarebbero le vere "marmotte", sono stati quasi completamente sostituiti dai segnali luminosi bassi a tre luci.

## Caratteristiche
I segnali bassi girevoli erano costituiti da fanali girevoli con due facce, disposte ad angolo retto fra loro, dipinte l'una a strisce diagonali di colore bianco e nero alternate, l'altra in bianco con filettatura di colore nero. A queste due facce corrispondono di notte, rispettivamente, una luce violetta ed una luce bianca lattea. Le altre due facce sono dipinte in nero e di notte non danno alcuna segnalazione. Una marmotta è dunque costituita da un parallelepipedo, posto a terra in posizione verticale e a fianco al binario (da questo deriva il curioso soprannome) in grado di ruotare a comando da chi dirige il movimento di manovra. Le segnalazioni dei segnali bassi girevoli sono le seguenti: - Fermata: di giorno faccia bianca a strisce diagonali alternate bianche e nere; di notte una luce violetta. - Libero Passaggio: di giorno faccia bianca con filettatura nera; di notte una luce bianca lattea. 
Allo scopo di semplificarne la costruzione e ridurne la manutenzione i segnali girevoli bassi sono stati progressivamente sostituiti dai segnali bassi luminosi, di tipo più semplice, che hanno una diversa forma e forniscono l'indicazione prevista per mezzo di una coppia di luci bianche verticali (libero passaggio) od orizzontali (fermata) senza più meccanismi di rotazione, soggetti a guasti o malfunzionamenti.